# Conte oriental
Le conte oriental est un genre littéraire très en vogue en France au XVIIIe siècle.